# Стаббс, Сэм
Сэмуэль Алан Стаббс (англ. Samuel Alan Stubbs; род. 22 ноября 1998, Ливерпуль) — английский футболист, защитник клуба «Эксетер Сити».

## Клубная карьера

### «Уиган»
Начинал заниматься футболом а Академии «Эвертона», где в то время играл его отец. В 2013 году перебрался в Академию «Уиган Атлетик».
В декабре 2016 года несколько раз попадал в заявку «Уигана» на матчи Чемпионшипа, но на поле не выходил. 8 августа 2017 года дебютировал за основной состав «латикс» в матче 1-го раунда Кубка Лиги против «Блэкпула» (2:1).
29 августа 2017 года на правах аренды до конца года перешёл в клуб Лиги Два «Кру Александра», но сыграл лишь в 8 матчах во всех турнирах. 
В январе 2018 года отправился в месячную аренду в клуб «Файлд», представляющий Национальную лигу. По окончании сезона 2017/18 покинул «Уиган».

### «Мидлсбро»

#### Сезон 2018/2019
1 июля 2018 года Сэм заключил контракт с «Мидлсбро», где первоначально стал выступать за резервный состав.
Проведя в составе команды U-21 16 матчей (в том числе 3 – в EFL Trophy), 31 января 2019 года на правах аренды до конца сезона присоединился к аутсайдеру Лиги Два «Ноттс Каунти». Сыграв 17 матчей, Стаббс оставил хорошее впечатление у болельщиков клуба, но не сумел помочь «сорокам» избежать вылета в Национальную лигу.

#### Сезон 2019/2020
Летом 2019 года был вызван новым главным тренером Джонатаном Вудгейтом в основную команду «Мидлсбро», в составе которой проходил предсезонные сборы и принимал участие в товарищеских встречах. 
8 августа 2019 года на правах сезонной аренды перешёл в клуб шотландского Премьершипа «Гамильтон Академикал». Дебютировал 10 августа в матче 2-го тура против «Килмарнока» (2:0).
Сыграв в первой половине сезона за «Гамильтон» 20 матчей, в январе 2020 года Сэм был досрочно отозван «Мидлсбро» и 8 января отправился в новую аренду в нидерландский «АДО Ден Хааг», который возглавлял английский тренер Алан Пардью. Дебютировал 19 января в домашней игре против «РКС Валвейк» (2:0), а всего успел принять участие в 8 поединках перед досрочным окончанием чемпионата из-за пандемии COVID-19.

## Личная жизнь
Отец — Алан Стаббс (род. 1971), бывший профессиональный футболист, известный по выступлениям за «Болтон Уондерерс», «Селтик», «Эвертон». В настоящее время – футбольный тренер.